# Pseudoeurycea mixteca
Espèce
Statut de conservation UICN

 VU  : Vulnérable
Pseudoeurycea mixteca est une espèce d'urodèles de la famille des Plethodontidae.

## Répartition
Cette espèce est endémique du Mexique. Elle se rencontre de 1 985 à 3 080 m d'altitude dans la Mixteca Alta dans l'État d'Oaxaca et à Tepanco de López dans l'État de Puebla.

## Étymologie
Cette espèce est nommée en référence au lieu de sa découverte, la Mixteca Alta.

## Publication originale
- Canseco-Márquez & Gutiérrez-Mayén, 2005 : New species of Pseudoeurycea (Caudata: Plethodontidae) from the mountains of the Mixteca Region of Oaxaca, Mexico. Journal of Herpetology, vol. 39, p. 181-185.